# Carmela Zumbado
Carmela Zumbado (Miami, 27 febbraio 1991) è un'attrice statunitense, nota soprattutto per i suoi ruoli di Delilah Alves nella serie televisiva You , di Jeny B nel film Need for Speed, e di Anna Avalos nella serie Chicago PD.

## Biografia
Ha due sorelle più piccole Marisela e Gigi anch'elle attrici mentre il padre, Tony, è un fotoreporter.

## Carriera
Zumbado inizia a recitare nel 2012, rievocando due episodi di cronaca nera nel programma televisivo crime America’s Most Wanted. Nello stesso anno appare nel ruolo di Rachel nel film Freestyle Love Supreme, film poi divenuto anche musical di Broadway. Nel 2013 continua a recitare in serie tv come Terapia d'urto e Graceland, e appare in un cameo nel film Io sono tu.
L'anno seguente debutta al cinema nel ruolo di Jeny B nel film Need for Speed. Successivamente Zumbado ottiene diversi piccoli ruoli in vari show televisivi , incluso un altro cameo nella serie Netflix Bloodline, e interpreta Riley's Decoy in un episodio della serie horror firmata MTV Scream.
Inoltre recita ricorrentemente nelle serie crime  NCIS: New Orleans, nel ruolo di Windi Stewar, e NCIS: Los Angeles. come Susan.
Nel 2016, compare come guest star nella serie commedy Crazy Ex-Girlfriend, ruolo che riprenderà anche nel 2019.
Nel 2019, ottiene il primo ruolo da protagonista nel film drammatico The Wall of Mexico, film accolto favorevolmente dalla critica, nel quale porta sullo schermo Ximena Arista.  Lo stesso anno viene annunciata la sua partecipazione alla seconda stagione della serie Netflix You, dove interpreta Delilah Alves, vicina di casa del protagonista e infine riceve il ruolo di Paloma Ball nella stagione finale della serie fantasy The Magicians.

## Filmografia

### Cinema
- Io sono tu (Identity Thief), regia di Seth Gordon, cameo (2013)
- Need for Speed, regia di Scott Waugh (2014)
- All'ultimo voto (Our Brand Is Crisis), regia di David Gordon Green (2015)
- The Wall of Mexico, regia di Zachary Cotler e Magdalena Zyzak (2016)

### Televisione
- America's Most Wanted - programma TV, 2 episodi (2012)
- Freestyle Love Supreme - film TV (2012)
- Terapia d'urto (Necessary Roughness) - serie TV, cameo (2013)
- Graceland - serie TV (2013)
- Emma una strega da favola (Every Witch Way) - serie TV, cameo (2015)
- Bloodline - serie TV, cameo (2015)
- NCIS: New Orleans - serie TV, 2 episodi (2015)
- Scream - serie TV (2015)
- Crazy Ex-Girlfriend - serie TV, 2 episodi (2016-2019)
- NCIS: Los Angeles - serie TV (2017)
- Rosewood - serie TV (2017)
- You - serie TV, 10 episodi (2019)
- The Magicians - serie TV, 1 episodio (2020)
- iCarly - serie TV, 1 episodio (2021)
- The Rookie - serie TV, 1 episodio (2021)
- Chicago P.D. - serie TV (2021-2022)

## Doppiatrici italiane
Nelle versioni in italiano dei suoi prodotti, Carmela Zumbado è stata doppiata da:
- Alida Milana in NCIS: New Orleans
- Giulia Franceschietti in Chicago P.D.
- Marina Guadagno in You